# Масариђи-Муњај (Виченца)
Масариђи-Муњај је насеље у Италији у округу Виченца, региону Венето.
Према процени из 2011. у насељу је живело 61 становника. Насеље се налази на надморској висини од 580 м.